# Donald Regan
Donald Thomas Regan (Cambridge (Massachusetts), 21 december 1918 – Williamsburg (Virginia), 10 juni 2003) was een Amerikaans politicus namens de Republikeinse Partij. Hij was van 1981 tot 1985 de 66e minister van Financiën en van 1985 tot 1987 stafchef onder president Ronald Reagan.
Zijn naam klinkt als Rie:gən. De naam van de president is Reej:gən.

## Levensloop
Regan studeerde aan de Harvard-universiteit en behaalde daar een bachelor Engels. Hij ging verder aan de rechtenfaculteit, maar stopte daar met zijn studie na het uitbreken van de Tweede Wereldoorlog. Hij nam dienst bij het United States Marine Corps en bracht het tot de rank van luitenant-kolonel. Hij was actief in de Pacific bij belangrijke militaire campagnes op onder andere Guadalcanal en Okinawa.
Na de oorlog ging hij werken bij Merrill Lynch & Co. Inc. en bracht het daar in 1971 tot CEO. In dat jaar ging de bank naar de beurs. Regan bleef tot 1980 in deze functie. Hij was er een groot voorstander van dat financiële instellingen naar de beurs gingen en dat de minimumtarieven die brokers en dealers aan hun klanten in rekening moesten brengen verdwenen. Het ontnam de mogelijkheid tot concurrentie en hij vond dat een kartel-achtige beperking. In 1975 verdwenen deze gedwongen tarieven.
President Ronald Reagan vroeg Regan in 1981 als zijn minister van Financiën. Hij zou uitvoering moeten geven aan diens economische beleid, aangeduid als Reaganomics. Hij hielp bij belastinghervormingen, waardoor de inkomensbelasting en de belasting voor bedrijven werden verlaagd. In 1985 werd Regan vrij onverwacht stafchef van Reagan. Hij volgde James Baker op. Regan stapte zelf in 1987 op, vanwege zijn betrokkenheid bij de Iran-Contra-affaire en het feit dat hij veelvuldig overhoop lag met first lady Nancy Reagan. In zijn biografie For the Record: From Wall Street to Washington schreef hij uitgebreid over hun conflicten, en claimde hij dat de inzichten van de persoonlijke astroloog van Nancy Reagan ook invloed hadden op de president.
Na zijn aftreden ging hij in Virginia rustig met pensioen. Met zijn vrouw Ann Buchanan Regan had hij vier kinderen. De latere jaren van zijn leven besteedde hij veel tijd aan schilderen. Sommige van zijn schilderijen werden voor duizenden dollars verkocht en hangen in musea. In 2003 overleed hij in een ziekenhuis in Williamsburg als gevolg van hartproblemen.
John Steelman · Sherman Adams · Wilton Persons · Kenneth O'Donnell · Marvin Watson · Jim Jones · Bob Haldeman · Alexander Haig · Donald Rumsfeld · Dick Cheney · Hamilton Jordan · Jack Watson · James Baker · Donald Regan · Howard Baker · Kenneth Duberstein · John Sununu I · Samuel Skinner · James Baker · Mack McLarty · Leon Panetta · Erskine Bowles · John Podesta · Andrew Card · Joshua Bolten · Rahm Emanuel · Pete Rouse · Bill Daley · Jack Lew · Denis McDonough · Reince Priebus · John Francis Kelly · Mick Mulvaney · Mark Meadows · Ron Klain · Jeff Zients
- Bibsys: 90352234
- Biblioteca Nacional de España: XX1008144
- Bibliothèque nationale de France: cb121037368 (data)
- CiNii: DA01184124
- Gemeinsame Normdatei: 118913646
- International Standard Name Identifier: 0000 0003 6409 2090
- Library of Congress Control Number: n81024946
- National Archives and Records Administration: 10568380
- Bibliotheek van het Japanse parlement: 00473615
- Nationale Bibliotheek van Israël: 987007273036405171
- Nederlandse Thesaurus van Auteursnamen: 073888648
- SNAC: w68d086f
- Système universitaire de documentation: 02940200X
- Virtual International Authority File: 226951513
- WorldCat: E39PBJjtdggGpTXJwHjp8fX68C